# Ободочная кишка
Ободо́чная кишка́ (лат. colon) — основной отдел толстой кишки, продолжение слепой кишки. Продолжением ободочной кишки является прямая кишка.
Ободочная кишка не принимает непосредственного участия в пищеварении. Но в ней всасывается большое количество воды и электролитов. Относительно жидкий химус, попадающий из тонкой кишки (через слепую кишку) в ободочную, превращается в более твёрдый кал.